# Europese kampioenschappen kunstschaatsen 1927
De Europese Kampioenschappen kunstschaatsen 1927 was de 26 editie van het jaarlijks terugkerend evenement dat wordt georganiseerd door de Internationale Schaatsunie. Het werd gehouden in Wenen, Oostenrijk. Het was na 1892, 1894, 1901 en 1914 de vijfde keer dat het kampioenschap in Wenen plaatsvond.
Het kampioenschap was onderdeel van de festiviteiten die de jubilerende Wiener EV organiseerde net als het WK kunstrijden voor paren en het EK ijshockey.

## Historie
De Duitse en Oostenrijkse schaatsbond, verenigd in de "Deutscher und Österreichischer Eislaufverband", organiseerden zowel het eerste EK Schaatsen voor mannen als het eerste EK Kunstschaatsen voor mannen in 1891 in Hamburg, in toen nog het Duitse Keizerrijk, nog voor het ISU in 1892 werd opgericht. De internationale schaatsbond nam in 1892 de organisatie van het EK kunstschaatsen over. In 1895 werd besloten voortaan het WK kunstschaatsen te organiseren en kwam het EK te vervallen. In 1898, na twee jaar onderbreking, vond toch weer een herstart plaats van het EK kunstschaatsen.
De vrouwen en paren zouden vanaf 1930 jaarlijks om de Europese titel strijden. De ijsdansers streden vanaf 1954 om de Europese titel in het kunstschaatsen.

## Deelname
Er namen vijf mannen uit twee landen deel aan dit kampioenschap.
Willy Böckl nam voor de zevende keer deel aan het EK. Voor Ernst Oppacher en Paul Franke was het hun derde deelname. Voor Hugo Distler was het zijn tweede deelname. Karl Schafer was de enige debutant op dit EK.
| Oostenrijk (4) Duitsland (1) |

## Medaille verdeling
Voor de derde keer bestond het erepodium bij het EK kunstschaatsen volledig uit deelnemers uit één land. Op het eerste EK in 1891 stonden er drie Duitsers op het podium, in 1922 en dit jaar drie Oostenrijkers. Willy Böckl veroverde zijn vijfde Europese titel, ook in 1922, 1923, 1925 en 1926 werd hij Europees kampioen, het was zijn zevende medaille, in 1913 en 1914 werd hij derde. Voor Hugo Distler op plaats twee en voor debutant Karl Schäfer was het hun eerste medaille op het EK Kunstschaatsen.
| Discipline | Goud        | Zilver       | Brons        |
| ---------- | ----------- | ------------ | ------------ |
| Mannen     | Willy Böckl | Hugo Distler | Karl Schäfer |

## Uitslagen

### Mannen
| Goud   | Willy Böckl (7)    | Vlag van Oostenrijk |  |
| Zilver | Hugo Distler (2)   | Vlag van Oostenrijk |  |
| Brons  | Karl Schäfer       | Vlag van Oostenrijk |  |
| 4      | Ernst Oppacher (3) | Vlag van Oostenrijk |  |
| 5      | Paul Franke (3)    | Vlag van Duitsland  |  |